# Burmannia jonkeri
Burmannia jonkeri là một loài thực vật có hoa trong họ Burmanniaceae. Loài này được Benthem & Maas mô tả khoa học đầu tiên năm 1981.